# Doksorubicin
Doksorubicin (adriamicin, hidroksidaunorubicin) je lek koji se koristi hemoterapiji. On je antraciklinski antibiotik, blisko srodan asa prirodnim proizvodom daunomicinom, i poput svih antraciklina, on deluje putem interkalacije DNK.
Doksorubicin se često koristi za tretiranje širokog opsega kancera, koji obuhvata hematološke malignosti, nih tipova karcinoma, i sarkome mekog tkiva.
Doksorubicinovo najozbiljnije nepoželjno dejstvo je potencijalno smrtonosno oštećenje srca.
Ovaj lek se dozira intravenozno, u obliku hidrohloridne soli. Neka od njegovih prodajnih imena su Adriamycin PFS, Adriamycin RDF, i Rubex. Doksorubicin je fotosenzitivan, te su kontajneri često oblošeni aluminijumskom folijom i/ili voštanim papirom.
Doksorubicin je dostupan u lipozomskoj formulaciji kao Doxil, Caelyx i Myocet.
Ovaj molekul je originalno izolovan tokom 1950-tih iz bakterija u uzorku zemljišta iz Italije.

## Mehanizam dejstva
Doksorubicin formira interakcije sa DNK putem interkalacije čime se inhibira makromolekulska biosinteza. On inhibira rad enzima topoizomeraza II, koji opušta supernamotaje tokom transkripcije DNK. Doksorubicin stabilizuje kompleks topoizomerase II nakon prekidanja DNK lanca radi replikacije, čime se sprečava otpuštanje dvostrukog heliksa i time se zaustavlja proces replikacije.
Planarna aromatična hromoforna porcija molekula se interkalira između dva bazna para DNK molekula, dok se šestočlani šećer smešta u mali žleb i formira interakcije sa bočnim baznim parovima u neposrednom susedstvu mesta interlalacije. Ovaj mod vezivanja je uočen u nekoliko kristalnih struktura.

## Spoljašnje veze
- Pregled
- Adriamicin